# Trimusculus carinatus
Trimusculus carinatus är en snäckart som först beskrevs av Dall 1870.  Trimusculus carinatus ingår i släktet Trimusculus och familjen Trimusculidae. Inga underarter finns listade i Catalogue of Life.